# خیانت (فیلم ۲۰۱۲)
خیانت (به روسی: Измена، رمانیزه شده: Izmena) یک فیلم درام محصول سال ۲۰۱۲ سینمای روسیه به کارگردانی کیریل سربرنیکوف است. این فیلم برای رقابت برای شیر طلایی شصت و نهمین جشنواره بین‌المللی فیلم ونیز انتخاب شد. در جشنواره فیلم ابوظبی ۲۰۱۲، فرانزیسکا پتری برای بازی در این فیلم برنده جایزه بهترین بازیگر زن شد.

## داستان
دو آشنای تصادفی متوجه می‌شوند که همسرانشان عاشق هستند. این کشف باعث می‌شود طوری رفتار کنند که قبلاً جرات نمی‌کردند.